# 2B1 Oka
2B1 Oka (rusky 2Б1 «Ока» podle indexu GRAU) byl sovětský těžký samohybný minomet ráže 420 mm, jehož hlavním designerem byl Boris Ivanovič Šavyrin. První prototyp této zbraně byl připraven v roce 1957. Rychlost střelby u této zbraně byla jeden výstřel za 5 minut. Dostřel byl 25 km, v případě použití miny s reaktivním pohonem až 50 km. Hmotnost dělostřeleckých min byla 750 kg. Počítalo se s použitím jaderných náloží. O jeho obsluhu se staralo sedm členů obsluhy. Při přepravě byl v 2B1 pouze řidič, zbytek obsluhy se přesouval v jiném prostředku.

## Vývoj
Rada ministrů SSSR vydala 18. listopadu 1955 vyhlášku, na jejímž základě došlo k zahájení prací na těžkém samohybném minometu 2B1 Oka a samohybném dělu 2A3 Kondensator. Minomet s hladkou hlavní nabíjený ze strany závěru navrhla konstrukční kancelář strojního inženýrství v Kolomně, zatímco vývoj podvozku byl svěřen leningradskému závodu Kirov. Podvozek obdržel označení Objekt 273 a byl vybaven pohonnou jednotkou z tanku T-10.
Byly vyrobeny celkem 4 prototypy. Tento typ se předvedl veřejnosti 7. listopadu 1957 na vojenské přehlídce v Moskvě. Někteří zahraniční pozorovatelé považovali 2B1 Oka za maketu.
Systém 2B1 Oka měl řadu nedostatků. Neměl opatření pro potlačení zpětného rázu, který se tak při výstřelu přenášel přímo na podvozek, což v minimálně jednom případě vedlo k odtržení převodovky. Typ trpěl podmotorováním a díky svým rozměrům byl obtížně přepravitelný.
Práce na minometu pokračovaly až do roku 1960, kdy byly další práce na něm zastaveny.
2B1 Oka je vystaven v muzeu dělostřelectva v Petrohradu.